# Подручный
«Подручный» (англ. The Handy Man) — американский короткометражный немой комедийный фильм со Стэном Лорелом в главной роли. Фильм выпущен в 1923 году студией Quality Film Productions. Режиссёром выступил Роберт Керр.

## Сюжет
Герой Стэна Лорела работает подручным в большом особняке. Он влюблён в повариху, которая отвечает ему взаимностью. Однако смотритель дома узнает, что повариха является наследницей большого состояния и вмешивается в их отношения. Ещё одним участником ситуации становится появившийся из ниоткуда неизвестный.
Хозяин особняка устраивает прием, на котором подручный и повариха оказываются рядом, что совершенно не устраивает смотрителя. В результате его действий подручный выпускает из мышеловки мышь, и вечеринка заканчивается всеобщей паникой. Подручный и повариха убегают в суд, чтобы заключить брак. Их преследует смотритель. В суде выясняется, что повариха уже замужем, а её законный супруг — тот самый неизвестный. Герой Лорела не находит иного выхода, кроме как настучать всем по голове судейским молотком.

## В ролях
- Стэн Лорел — подручный[6]
- Мерта Стерлинг[англ.] — повариха[6]
- Отто Фрайс[англ.] — смотритель[6]
- Гарри Манн — неизвестный
- Бейб Лондон[англ.] — гостья
- Матильда Комонт[англ.] — невеста

## Производство
Фильм снимался студией Quality Film Productions, продюсировал его Брончо Билли Андерсон. Съёмки завершились в 1922, вскоре после окончания работы над другим фильмом с участием Лорела, The Weak-End Party, однако в прокат он вышел только 12 марта 1923 года при содействии Metro Pictures.
Лорел работал на Андерсона не в первый раз, причём ранее он снялся в комедии «Пёс-талисман» (1921), где впервые встретился со своим будущим партнёром Оливером Харди. Однако до появления одного из самых популярных комедийных дуэтов в истории кино оставалось ещё четыре года, и «Подручный» интересен как ранняя единоличная работа Лорела.

### Съёмочная группа
- Продюсер — Брончо Билли Андерсон[6]

- Автор сценария — Боб Мансон[6]
- Режиссёр — Роберт Керр[англ.][6]
- Оператор — Ирвинг Райс[англ.][6]

## Отзывы
Журнал Vulture.com включил фильм в список двенадцати великих немых фильмов, перешедших в 2019 году в общественное достояние. Однако авторы книги Stan Without Ollie: The Stan Laurel Solo Films, 1917–1927 оценивают работу Лорела как одну из худших. По их мнению, актёр сосредоточился на придумывании гэгов, забыв сделать их кинематографичными. В результате фильм получился несмешным.

## Сохранение
В 2000-е годы «Подручный» был выпущен на DVD A Stan Laurel Reference Library, Volume Two: 1918-1922.
1 января 2019 года фильм перешёл в общественное достояние на территории США и странах, в которых действует правило более короткого срока.